# VW EA188
Der Volkswagen Entwicklungsauftrag 188 bezeichnet eine Reihe von Dieselmotoren verschiedener Bauarten des Volkswagenkonzerns mit Pumpe-Düse-Einspritzung, die entweder mit zwei oder vier Ventilen pro Zylinder ausgestattet sind. Der EA188 deckt das Leistungsspektrum von 45 bis 230 kW ab. Es gibt Reihenmotoren mit drei, vier oder fünf Zylindern sowie einen V10-Motor, mit Hubraumgrößen von 1,2 bis 4,9 Litern. EA188-Motoren erschienen 1998 im VW Passat B5. Entwickelt wurde die Baureihe EA 188 ab 1996 aus der Vorgängerbaureihe EA 180. Der EA 188 wurde von der Baureihe EA 189 abgelöst.

## Technik

### 1,2-Liter TDI und 1,4-Liter TDI
Der 1,2-Liter-TDI-Motor und der 1,4-Liter-TDI-Motor sind ähnlich konstruiert. Hauptunterschied ist das Material des Zylinderblocks. Beim 1,4-Liter-TDI-Motor ist er aus Grauguss, beim 1,2-Liter-TDI-Motor ist er aus Aluminiumdruckguss mit eingegossenen Graugusszylinderlaufbuchsen. Beide Motoren sind wassergekühlte aufgeladene Reihendreizylindermotoren. Die Kolbennaben und die Pleuelaugen der Motoren sind (im Längsschnitt) trapezförmig. Die sechs Ventile der Motoren werden von einer zahnriemengetriebenen obenliegenden Nockenwelle betätigt. Im Zylinderkopf ist die Pumpe-Düse-Einheit untergebracht, die von einem zusätzlichen Nocken auf der Nockenwelle über einen Rollenkipphebel betätigt wird. Der Einspritzdruck beträgt bis zu 2050 bar. Um das Massenmoment der Motoren auszugleichen, haben die Motoren eine Ausgleichswelle, die entgegengesetzt zur Kurbelwelle dreht. Angetrieben wird sie von der Kurbelwelle aus über eine Kette, die auch die Ölpumpe antreibt. Ein hydraulischer Kettenspanner sorgt für die korrekte Kettenspannung. Am Zylinderkopf ist die Vakuumpumpe der Motoren installiert, die von der Nockenwelle aus angetrieben wird. Das Ölfiltergehäuse der Motoren mit Papierfilter ist stehend, die Kühlmittelpumpe der Motoren ist in den Zylinderblock integriert. Der Abgaskrümmer des 1,2-Liter-TDI-Motors ist aus Gewichtsgründen aus Stahlblech gefertigt, ein Teil des Abgases wird in den Brennraum rückgeführt, zuvor wird es von einem Wärmetauscher gekühlt. Zur Motoraufladung gibt es einen Turbolader mit verstellbaren Turbinenleitschaufeln (VTG). Das Motorsteuergerät, ein Bosch EDC 15P („Electronic Diesel Control“), kann den 1,2-Liter-TDI-Motor im „Sport-“ und „Eco-“Modus betreiben. Der „Eco-“Modus reduziert Drehmoment- und Leistungsabgabe. Das Motorsteuergerät regelt auch die Leerlaufdrehzahl des Motors, die beim 1,2-Liter-TDI-Motor auf 770 min−1 reduziert wird, wenn das Fahrzeug mit mehr als 13 km/h rollt, bei niedriger Geschwindigkeit ist die Leerlaufdrehzahl 850 min−1. Der 1,4-Liter-TDI-Motor hat nur ein Betriebsprogramm, das ohne Leistungsreduzierung auskommt.
Den 1.2-TDI-Motor mit 45 kW (61 PS) gab es nur im Audi A2 und Lupo 3L. Der 1.4 TDI-Motor mit 55 kW (75 PS) wurde im Lupo, Polo (6N2), Polo 9N, Fox, Seat Arosa, Seat Ibiza, Škoda Fabia und Audi A2 eingesetzt, die späteren Motoren mit 70 bzw. 80 PS im Polo 9N3, Škoda Fabia und Seat Ibiza.

#### Technische Daten

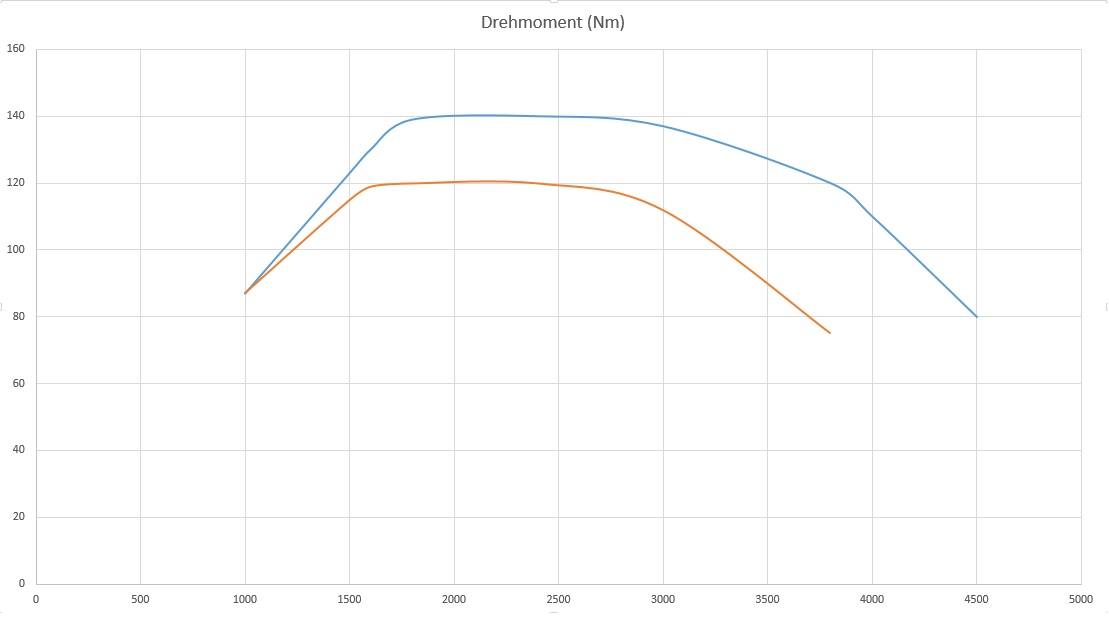
Drehmomentdiagramm des 1,2-TDI-Motors. Blau: Sport-Modus Orange: Eco-Modus
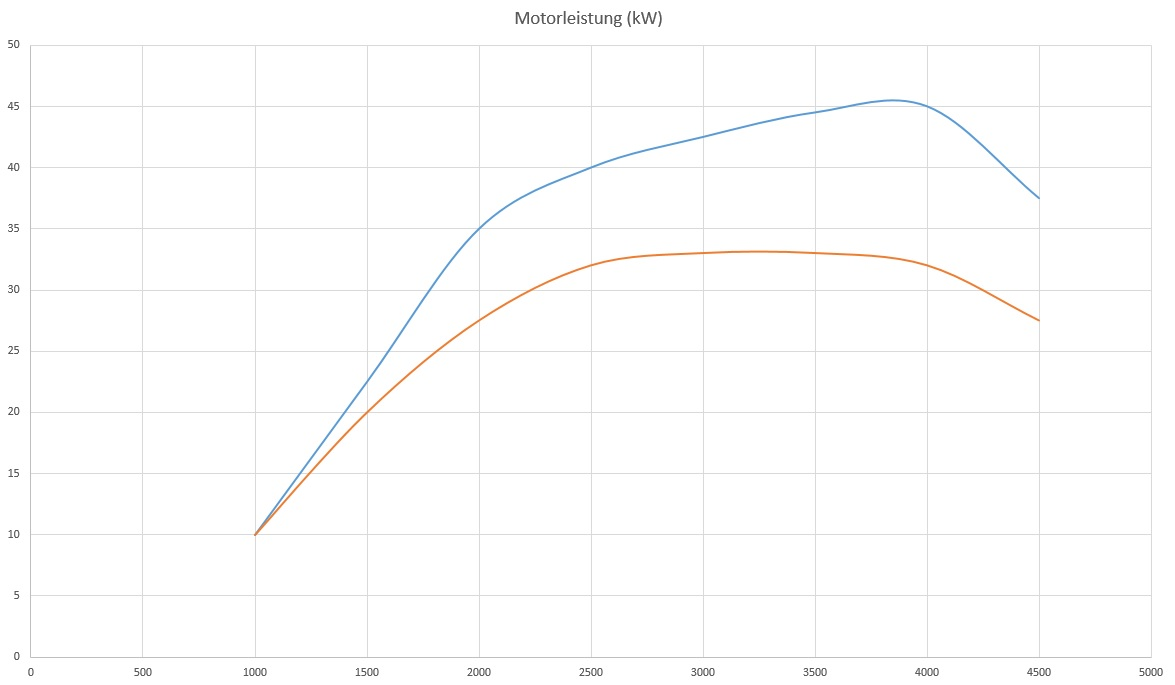
Leistungsdiagramm des 1,2-TDI-Motors. Blau: Sport-Modus Orange: Eco-Modus

|                             | 1,2-Liter-TDI                            | 1,4-Liter-TDI                            | 1,4-Liter-TDI                            | 1,4-Liter-TDI                            |
| --------------------------- | ---------------------------------------- | ---------------------------------------- | ---------------------------------------- | ---------------------------------------- |
| Motorkennbuchstaben         | ANY, AYZ                                 | AMF, BAY                                 | BNM, BWB                                 | BNV, BMS                                 |
| Bauzeit                     | 1999–2005                                | 1999–2005                                | 2005–2009                                | 2005–2009                                |
| Bauart                      | Reihendreizylinder                       | Reihendreizylinder                       | Reihendreizylinder                       | Reihendreizylinder                       |
| Anzahl Ventile pro Zylinder | 2 Ventile                                | 2 Ventile                                | 2 Ventile                                | 2 Ventile                                |
| Bohrung × Hub               | 76,5 × 86,7 mm                           | 79,5 × 95,5 mm                           | 79,5 × 95,5 mm                           | 79,5 × 95,5 mm                           |
| Hubraum                     | 1196 cm³                                 | 1422 cm³                                 | 1422 cm³                                 | 1422 cm³                                 |
| Verdichtung                 | 19,5:1                                   | 19,5:1                                   | 19,5:1                                   | 19,5:1                                   |
| Gemischaufbereitung         | Pumpe-Düse-System                        | Pumpe-Düse-System                        | Pumpe-Düse-System                        | Pumpe-Düse-System                        |
| Aufladung                   | Turbolader                               | Turbolader                               | Turbolader                               | Turbolader                               |
| max. Leistung               | 45 kW (61 PS) bei 4000 min−1             | 55 kW (75 PS) bei 4000 min−1             | 51 kW (70 PS) bei 4000 min−1             | 59 kW (80 PS) bei 4000 min−1             |
| max. Drehmoment             | 140 Nm bei 1800–2400 min−1               | 195 Nm bei 2200 min−1                    | 155 Nm bei 1600 min−1                    | 195 Nm bei 1800 min−1                    |
| Kühlung                     | Wasserkühlung                            | Wasserkühlung                            | Wasserkühlung                            | Wasserkühlung                            |
| Treibstoff                  | Dieseltreibstoff mit mindestens 49 Cetan | Dieseltreibstoff mit mindestens 49 Cetan | Dieseltreibstoff mit mindestens 49 Cetan | Dieseltreibstoff mit mindestens 49 Cetan |
| Zündfolge                   | 1–2–3                                    | 1–2–3                                    | 1–2–3                                    | 1–2–3                                    |
| Motorsteuerung              | Bosch EDC 15 P                           | Bosch EDC 15 P                           | Bosch EDC 15 P                           | Bosch EDC 17                             |

- Drehmomentdiagramm des 1,2-TDI-Motors.

Blau: Sport-Modus
Orange: Eco-Modus
- Leistungsdiagramm des 1,2-TDI-Motors.

Blau: Sport-Modus
Orange: Eco-Modus

### 1,9-Liter-TDI
Der 1,9-Liter-TDI-Motor basiert im Wesentlichen auf dem 1,9-Liter-TDI-Motor der Baureihe EA180. Der Zylinderblock besteht aus Grauguss. Die Motoren sind wassergekühlte, mit VTG-Turboladern aufgeladene Reihenvierzylindermotoren. Die Kolbennaben und die Pleuelaussparungen der Motoren sind trapezförmig konstruiert. Die acht Ventile der Motoren werden über eine zahnriemengetriebene obenliegende Nockenwelle betätigt. Im Zylinderkopf ist die Pumpe-Düse-Einheit untergebracht, die von einem zusätzlichen Nocken auf der Nockenwelle über einen Rollenkipphebel betätigt wird. Der Einspritzdruck beträgt bis zu 2050 bar. Am Zylinderkopf ist die Vakuumpumpe der Motoren installiert, die von der Nockenwelle aus angetrieben wird. Das Ölfiltergehäuse der Motoren mit Papierfilter ist stehend, die Kühlmittelpumpe der Motoren sitzt im Zylinderblock. Ein Teil des Abgases wird in den Brennraum rückgeführt. Zuvor wird es von einem Wärmetauscher gekühlt. Das Motorsteuergerät ist vom Typ Bosch EDC 15P, ab 2003 vom EDC 16.

#### Technische Daten
|                             | 1,9-Liter-TDI                            | 1,9-Liter-TDI                            | 1,9-Liter-TDI                            | 1,9-Liter-TDI                            | 1,9-Liter-TDI                            | 1,9-Liter-TDI                            | 1,9-Liter-TDI                            | 1,9-Liter-TDI                            | 1,9-Liter-TDI                            | 1,9-Liter-TDI                            | 1,9-Liter-TDI                                 | 1,9-Liter-TDI                                 | 1,9-Liter-TDI                            | 1,9-Liter-TDI                            |
| --------------------------- | ---------------------------------------- | ---------------------------------------- | ---------------------------------------- | ---------------------------------------- | ---------------------------------------- | ---------------------------------------- | ---------------------------------------- | ---------------------------------------- | ---------------------------------------- | ---------------------------------------- | --------------------------------------------- | --------------------------------------------- | ---------------------------------------- | ---------------------------------------- |
| Motorkennbuchstaben         | AJM                                      | ATJ, AUY, BVK                            | AVB, AVQ                                 | AWX, ASZ,                                | AVF                                      | BLT                                      | BSU                                      | BRU                                      | BXF, BXJ,                                | ATD, AXR                                 | BSW, BEW, BLS, BMT                            | BJB, BKC, BSV, BXE, BPZ                       | ARL, BTB                                 | BPX, BUK                                 |
| Bauzeit                     | 1998–2005                                | 2000–2010                                | 2000–2005                                | 2000–2010                                | 2000–2008                                | 2002–2009                                | 2005–2010                                | 2004–2010                                | 2007–2008                                | 2000–2010                                | 2005–2010                                     | 2004–2010                                     | 2000–2006                                | 2004–2008                                |
| Bauart                      | Reihenvierzylinder                       | Reihenvierzylinder                       | Reihenvierzylinder                       | Reihenvierzylinder                       | Reihenvierzylinder                       | Reihenvierzylinder                       | Reihenvierzylinder                       | Reihenvierzylinder                       | Reihenvierzylinder                       | Reihenvierzylinder                       | Reihenvierzylinder                            | Reihenvierzylinder                            | Reihenvierzylinder                       | Reihenvierzylinder                       |
| Anzahl Ventile pro Zylinder | 2 Ventile                                | 2 Ventile                                | 2 Ventile                                | 2 Ventile                                | 2 Ventile                                | 2 Ventile                                | 2 Ventile                                | 2 Ventile                                | 2 Ventile                                | 2 Ventile                                | 2 Ventile                                     | 2 Ventile                                     | 2 Ventile                                | 2 Ventile                                |
| Hubraum                     | 1896 cm³                                 | 1896 cm³                                 | 1896 cm³                                 | 1896 cm³                                 | 1896 cm³                                 | 1896 cm³                                 | 1896 cm³                                 | 1896 cm³                                 | 1896 cm³                                 | 1896 cm³                                 | 1896 cm³                                      | 1896 cm³                                      | 1896 cm³                                 | 1896 cm³                                 |
| Bohrung × Hub               | 79,5 × 95,5 mm                           | 79,5 × 95,5 mm                           | 79,5 × 95,5 mm                           | 79,5 × 95,5 mm                           | 79,5 × 95,5 mm                           | 79,5 × 95,5 mm                           | 79,5 × 95,5 mm                           | 79,5 × 95,5 mm                           | 79,5 × 95,5 mm                           | 79,5 × 95,5 mm                           | 79,5 × 95,5 mm                                | 79,5 × 95,5 mm                                | 79,5 × 95,5 mm                           | 79,5 × 95,5 mm                           |
| Leistung bei min−1          | 85 kW (115 PS) bei 4000 min−1            | 85 kW (115 PS) bei 4000 min−1            | 74 kW (101 PS) bei 4000 min−1            | 96 kW (130 PS) bei 4000 min−1            | 96 kW (130 PS) bei 4000 min−1            | 96 kW (130 PS) bei 4000 min−1            | 55 kW (75 PS) 4000 min−1                 | 66 kW (90 PS) bei 3750 min−1             | 66 kW (90 PS) bei 4000 min−1             | 74 kW (101 PS) bei 4000 min−1            | 77 kW (105 PS) bei 4000 min−1                 | 85 kW (115 PS) bei 4000 min−1                 | 110 kW (150 PS) bei 4000 min−1           | 118 kw (160 PS) bei 4000 min−1           |
| max. Drehmoment             | 285 Nm bei 1900 min−1                    | 310 Nm bei 1900 min−1                    | 250 Nm bei 1900 min−1                    | 310 Nm bei 1900 min−1                    | 310 Nm bei 1900 min−1                    | 310 Nm bei 1900 min−1                    | 210 Nm bei 1900 min−1                    | 210 Nm bei 1800–2500 min−1               | 240 Nm bei 1800–2500 min−1               | 240 Nm bei 1800 min−1                    | 240 Nm bei 1800 min−1                         | 250 Nm bei 1900 min−1                         | 320 Nm bei 1900 min−1                    | 330 Nm bei 1900 min−1                    |
| Kühlung                     | Wasserkühlung                            | Wasserkühlung                            | Wasserkühlung                            | Wasserkühlung                            | Wasserkühlung                            | Wasserkühlung                            | Wasserkühlung                            | Wasserkühlung                            | Wasserkühlung                            | Wasserkühlung                            | Wasserkühlung                                 | Wasserkühlung                                 | Wasserkühlung                            | Wasserkühlung                            |
| Gemischaufbereitung         | Pumpe-Düse-System                        | Pumpe-Düse-System                        | Pumpe-Düse-System                        | Pumpe-Düse-System                        | Pumpe-Düse-System                        | Pumpe-Düse-System                        | Pumpe-Düse-System                        | Pumpe-Düse-System                        | Pumpe-Düse-System                        | Pumpe-Düse-System                        | Pumpe-Düse-System                             | Pumpe-Düse-System                             | Pumpe-Düse-System                        | Pumpe-Düse-System                        |
| Aufladung                   | VTG-Turbolader                           | VTG-Turbolader                           | VTG-Turbolader                           | VTG-Turbolader                           | VTG-Turbolader                           | VTG-Turbolader                           | VTG-Turbolader                           | VTG-Turbolader                           | VTG-Turbolader                           | VTG-Turbolader                           | VTG-Turbolader                                | VTG-Turbolader                                | VTG-Turbolader                           | VTG-Turbolader                           |
| Treibstoff                  | Dieseltreibstoff mit mindestens 49 Cetan | Dieseltreibstoff mit mindestens 49 Cetan | Dieseltreibstoff mit mindestens 49 Cetan | Dieseltreibstoff mit mindestens 49 Cetan | Dieseltreibstoff mit mindestens 49 Cetan | Dieseltreibstoff mit mindestens 49 Cetan | Dieseltreibstoff mit mindestens 49 Cetan | Dieseltreibstoff mit mindestens 49 Cetan | Dieseltreibstoff mit mindestens 49 Cetan | Dieseltreibstoff mit mindestens 49 Cetan | Dieseltreibstoff mit mindestens 49 Cetan      | Dieseltreibstoff mit mindestens 49 Cetan      | Dieseltreibstoff mit mindestens 49 Cetan | Dieseltreibstoff mit mindestens 49 Cetan |
| Verdichtung                 | 18,0:1                                   | 19,0:1                                   | 19,0:1                                   | 19,0:1                                   | 19,0:1                                   | 19,0:1                                   | 19,0:1                                   | 19,0:1                                   | 19,0:1                                   | 19,0:1                                   | 19,0:1                                        | 19,0:1                                        | 19,5:1                                   | 19,0:1                                   |
| Motorsteuerung              | Bosch EDC 15P                            | Bosch EDC 15P                            | Bosch EDC 15P                            | Bosch EDC 15P                            | Bosch EDC 15P                            | Bosch EDC 15P                            | Bosch EDC 15P                            | Bosch EDC 15P                            | Bosch EDC 15P                            | Bosch EDC 15P                            | Bosch EDC 16 / Bosch EDC 17 (Bei BMT möglich) | Bosch EDC 16 / Bosch EDC 17 (Bei BMT möglich) | Bosch EDC 15P                            | Bosch EDC 15P                            |

- Bosch EDC=(Electronic Diesel Control) Motorsteuergerät

### 2,0-Liter-TDI
Der 2,0-Liter-TDI-Motor ist ein aufgeladener Reihen-Vierzylindermotor und wurde aus dem 1,9 Liter TDI-Motor entwickelt. Der Hubraum wurde durch Vergrößern der Zylinderbohrung erhöht. Der 2.0 TDI hat einen neu entwickelten Querstromzylinderkopf aus Aluminium. Die zwei obenliegenden Nockenwellen werden gemeinsam über einen Zahnriemen angetrieben. Die Auslassnockenwelle übernimmt außer der Auslassventilsteuerung auch den Antrieb der Pumpe-Düse-Einheit. Die Einlassnockenwelle steuert die Einlassventile und treibt die Treibstoff- und Unterdruckpumpe (Tandempumpe) an.
Eine weitere Neuerung ist ein schaltbarer Kühler für Abgasrückführung sowie eine neue Vorglühanlage. Erstmals wurde der 2,0 TDI-Motor mit 100 kW (136 PS) im Touran Anfang 2003 eingesetzt. Die Motoren mit Dieselpartikelfilter sind entweder mit Zweiventiltechnik oder Vierventiltechnik ausgestattet.

#### Technische Daten
|                     | 2,0-Liter-TDI (16V)                      | 2,0-Liter-TDI (16V)                      | 2,0-Liter-TDI (16V)                      |
| ------------------- | ---------------------------------------- | ---------------------------------------- | ---------------------------------------- |
| Motorkennbuchstaben | AZV                                      | BKD, BLB, BRE, BKP                       | BMN, BMR, BKQ, BUY, BRD                  |
| Bauzeit             | 2003–2004                                | 2004–2010                                | 2005–2009                                |
| Bauart              | 4-Zylinder-Reihenmotor                   | 4-Zylinder-Reihenmotor                   | 4-Zylinder-Reihenmotor                   |
| Ventile             | 16 (4 pro Zylinder)                      | 16 (4 pro Zylinder)                      | 16 (4 pro Zylinder)                      |
| Bohrung × Hub       | 81,0 × 95,5 mm                           | 81,0 × 95,5 mm                           | 81,0 × 95,5 mm                           |
| Hubraum             | 1968 cm³                                 | 1968 cm³                                 | 1968 cm³                                 |
| Verdichtung         | 18,0:1                                   | 18,0:1                                   | 18,0:1                                   |
| max. Leistung       | 100 kW (136 PS) bei 4000 min−1           | 103 kW (140 PS) bei 4000 min−1           | 125 kW (170 PS) bei 4200 min−1           |
| max. Drehmoment     | 320 Nm bei 1750–2500 min−1               | 320 Nm bei 1750–2500 min−1               | 350 Nm bei 1750–2500 min−1               |
| Kühlung             | Wasserkühlung                            | Wasserkühlung                            | Wasserkühlung                            |
| Einspritzsystem     | Pumpe-Düse-System                        | Pumpe-Düse-System                        | Pumpe-Düse-System                        |
| Motorsteuerung      | Bosch EDC 16 \| Siemens PPD              | Bosch EDC 16 \| Siemens PPD              | Bosch EDC 16 \| Siemens PPD              |
| Aufladung           | Turbolader                               | Turbolader                               | Turbolader                               |
| Treibstoff          | Dieseltreibstoff mit mindestens 49 Cetan | Dieseltreibstoff mit mindestens 49 Cetan | Dieseltreibstoff mit mindestens 49 Cetan |

|                     | 2,0-Liter-TDI (8V)                       | 2,0-Liter-TDI (8V)                       | 2,0-Liter-TDI (8V)                       | 2,0-Liter-TDI (8V)                       | 2,0-Liter-TDI (8V)                       |
| ------------------- | ---------------------------------------- | ---------------------------------------- | ---------------------------------------- | ---------------------------------------- | ---------------------------------------- |
| Motorkennbuchstaben | BMA, BVH                                 | BGW, BHW                                 | BRT                                      | BMP                                      | BMM                                      |
| Bauzeit             | 2005–2010                                | 2003–2005                                | 2005–2010                                | 2005–2008                                | 2005–2008                                |
| Bauart              | 4-Zylinder-Reihenmotor                   | 4-Zylinder-Reihenmotor                   | 4-Zylinder-Reihenmotor                   | 4-Zylinder-Reihenmotor                   | 4-Zylinder-Reihenmotor                   |
| Ventile             | 8 (2 pro Zylinder)                       | 8 (2 pro Zylinder)                       | 8 (2 pro Zylinder)                       | 8 (2 pro Zylinder)                       | 8 (2 pro Zylinder)                       |
| Bohrung × Hub       | 81,0 × 95,5 mm                           | 81,0 × 95,5 mm                           | 81,0 × 95,5 mm                           | 81,0 × 95,5 mm                           | 81,0 × 95,5 mm                           |
| Hubraum             | 1968 cm³                                 | 1968 cm³                                 | 1968 cm³                                 | 1968 cm³                                 | 1968 cm³                                 |
| Verdichtung         | 18,0:1                                   | 18,0:1                                   | 18,0:1                                   | 18,0:1                                   | 18,0:1                                   |
| max. Leistung       | 100 kW (136 PS) bei 4000                 | 100 kW (136 PS) bei 4000                 | 103 kW (140 PS) bei 4000                 | 103 kW (140 PS) bei 4000                 | 103 kW (140 PS) bei 4000                 |
| max. Drehmoment     | 320 Nm bei 1800–2500 min−1               | 335 Nm bei 1900 min−1                    | 310 Nm bei 1900–2500 min−1               | 320 Nm bei 1800–2500 min−1               | 320 Nm bei 1750–2500 min−1               |
| Kühlung             | Wasserkühlung                            | Wasserkühlung                            | Wasserkühlung                            | Wasserkühlung                            | Wasserkühlung                            |
| Einspritzsystem     | Pumpe-Düse-System                        | Pumpe-Düse-System                        | Pumpe-Düse-System                        | Pumpe-Düse-System                        | Pumpe-Düse-System                        |
| Motorsteuerung      | Bosch EDC 16                             | Bosch EDC 16                             | Bosch EDC 16                             | Bosch EDC 16                             | Bosch EDC 16                             |
| Aufladung           | Turbolader                               | Turbolader                               | Turbolader                               | Turbolader                               | Turbolader                               |
| Treibstoff          | Dieseltreibstoff mit mindestens 49 Cetan | Dieseltreibstoff mit mindestens 49 Cetan | Dieseltreibstoff mit mindestens 49 Cetan | Dieseltreibstoff mit mindestens 49 Cetan | Dieseltreibstoff mit mindestens 49 Cetan |

### 2,5-Liter-TDI
Der 2,5-Liter-TDI-Motor ist ein aufgeladener Reihenfünfzylindermotor mit Wasserkühlung. Der Block wird im Niederdruckkokillenguss aus einer Aluminiumlegierung hergestellt. Die Zylinderlaufbuchsen sind plasmabeschichtet. Der Motor hat einen Querstromzweiventilzylinderkopf mit integrierter Pumpe-Düse-Einheit. Sie wird durch einen zusätzlichen Nocken auf der stirnradgetriebenen obenliegenden Nockenwelle betätigt. Die geschmiedeten und gecrackten Pleuel haben trapezförmige Pleuelaugen, die Kolben trapezförmige Kolbennaben. Die sechsfach gelagerte Kurbelwelle ist mit einem integrierten Schwingungsdämpfer ausgestattet. Ein Rädertrieb aus elf um 15° schrägverzahnte Zahnrädern auf der Schwungradseite des Motors treibt die Nockenwelle, die Kühlmittelpumpe, die Lichtmaschine, die Ölpumpe und die Hydraulikpumpe der Servolenkung und den Klimakompressor an. Der Ölfilter ist in einem stehenden Ölfiltergehäuse untergebracht und hat einen Papiereinsatz. Der Ölkühler ist in das Ölfiltergehäuse integriert. Der Abgaskrümmer des Motors ist aus Guss hergestellt, das Abgas wird durch einen VTG-Turbolader geleitet und teilweise in den Brennraum rückgeführt. Gesteuert wird der Motor vom Motorsteuergerät J623, die Dieselregelung wird vom Steuergerät Bosch EDC 16 übernommen. Die 2,5-Liter-TDI-Motoren gibt es im T5 und im Touareg, sie sind sowohl für Quer-, als auch für Längseinbau konzipiert. Beim längs eingebauten Motor des Touareg ist der Anlasser motorseitig angebracht, beim Quereinbau des T5 getriebeseitig.

#### Technische Daten
|                        | 2,5-Liter-TDI                            | 2,5-Liter-TDI                            |
| ---------------------- | ---------------------------------------- | ---------------------------------------- |
| Motorkennbuchstaben    | AXD, BNZ                                 | AXE, BPC, BAC, BPE                       |
| Bauzeit                | ab 2004                                  | ab 2004                                  |
| Bauart                 | Reihenfünfzylinder                       | Reihenfünfzylinder                       |
| Bohrung × Hub, Hubraum | 81 × 95,5 mm, 2461 cm³                   | 81 × 95,5 mm, 2461 cm³                   |
| max. Leistung          | 96 kW (130 PS) bei 3500 min−1            | 128 kW (174 PS) bei 3500 min−1           |
| max. Drehmoment        | 340 Nm bei 2000–2300 min−1               | 400 Nm bei 2000–2300 min−1               |
| Kühlung                | Wasserkühlung                            | Wasserkühlung                            |
| Gemischaufbereitung    | Pumpe-Düse-System                        | Pumpe-Düse-System                        |
| Aufladung              | VTG-Turbolader                           | VTG-Turbolader                           |
| Treibstoff             | Dieseltreibstoff mit mindestens 49 Cetan | Dieseltreibstoff mit mindestens 49 Cetan |
| Verdichtung            | 18:1                                     | 18:1                                     |
| Zündfolge              | 1–2–4–5–3                                | 1–2–4–5–3                                |
| Motorsteuerung         | Bosch EDC 16                             | Bosch EDC 16                             |

### V10-TDI-Motor
Der V10-TDI-Motor ist ein wassergekühlter und aufgeladener 90°-V-Motor mit zehn Zylindern, dessen Motorblock aus Aluminium gegossen ist. Die Lagerbrücke ist aus Gusseisen. Um die auftretenden Kräfte abzufangen, sind der Block und die Lagerbrücke von Zugankern aus Stahl durchzogen. Die Laufbuchsen sind plasmabeschichtet. Die Pleuel sind geschmiedet und gecrackt. Der Kolbenbolzen verbindet das trapezförmige Pleuelauge mit der trapezförmigen und messingverstärkten Kolbennabe. Der Querstromzylinderkopf hat zwei Ventile pro Zylinder. Ein Pumpe-Düse-System spritzt den Treibstoff ein. Sowohl die Nebenaggregate als auch die insgesamt zwei obenliegenden Nockenwellen werden über Stirnräder angetrieben. Zum Massenausgleich hat der Motor eine Ausgleichswelle, die auch als Antriebswelle für die Ölpumpe dient. Um Schwingungen zu dämpfen, ist ein mit Silikonöl gefüllter Schwingungsdämpfer angebracht. Die Kurbelwelle ist geschmiedet und hat angeschraubte Gegengewichte aus Wolfram. Für einen gleichmäßigen Zündabstand sind die Hubzapfen einer Kurbelkröpfung um 18° versetzt (90° Bankwinkel, 72° Zündabstand). Der Stirnradtrieb hat 15 schrägverzahnte Zahnräder, deren Verzahnungswinkel 15° beträgt. Um temperaturbedingtes Spiel im Zahnradtrieb auszugleichen, gibt es Laschengelenke mit Ausgleichsrädern, die ihre Stellung automatisch an die Motortemperatur anpassen. Wie auch beim 2,5-Liter-Motor sind Servolenkpumpe und Klimakompressor zusammengefasst und werden vom Rädertrieb angetrieben. Das Ölfiltermodul ist zwischen den Zylinderbänken des Motors platziert. Es enthält Ölfiltergehäuse, Ölfüllstutzen und den Ölkühler. Die aus zwei Aluminiumgussteilen gebaute Ölwanne unter dem Motor und enthält auf der Motorstirnseite im Ölsumpf die Duocentric-Ölpumpe. Sie arbeitet mit einem Innenrotor und verstellbaren, exzentrisch zum Innenrotor laufenden Außenrotor (Zahnringpumpe). Jede Zylinderbank des Motors hat ein eigenes Steuergerät des Typs Bosch EDC 16. Die Abgaskrümmer führen das Abgas durch zwei Turbolader mit verstellbaren Turbinenleitschaufeln (VTG), dabei hat jede Zylinderbank ihren eigenen Lader.
Für die R50-Version im Touareg, die im August 2007 vorgestellt wurde, wurde die Turboaufladung und das Motormanagement modifiziert, so dass die Leistung um 28 kW (37 PS) und das maximale Drehmoment um 100 Nm stieg.

#### Technische Daten
|                     | V10-TDI                                  | V10-TDI                                  | V10-TDI                                  |
| ------------------- | ---------------------------------------- | ---------------------------------------- | ---------------------------------------- |
| Motorkennbuchstaben | AYH                                      | AJS                                      | R50-Version                              |
| Bauzeit             | 2002–2006                                | 2002–2006                                | 2007–2009                                |
| Bauart              | V10                                      | V10                                      | V10                                      |
| Hubraum             | 4921 cm³                                 | 4921 cm³                                 | 4921 cm³                                 |
| Bohrung × Hub       | 81 × 95,5 mm                             | 81 × 95,5 mm                             | 81 × 95,5 mm                             |
| max. Leistung       | 230 kW (313 PS) bei 4000 min−1           | 230 kW (313 PS) bei 4000 min−1           | 258 kW (350 PS)                          |
| max. Drehmoment     | 750 Nm bei 2000 min−1                    | 750 Nm bei 2000 min−1                    | 850 Nm bei 2000 min−1                    |
| Kühlung             | Wasserkühlung                            | Wasserkühlung                            | Wasserkühlung                            |
| Gemischaufbereitung | Pumpe-Düse-System                        | Pumpe-Düse-System                        | Pumpe-Düse-System                        |
| Aufladung           | Zwei VTG-Turbolader                      | Zwei VTG-Turbolader                      | Zwei VTG-Turbolader                      |
| Treibstoff          | Dieseltreibstoff mit mindestens 49 Cetan | Dieseltreibstoff mit mindestens 49 Cetan | Dieseltreibstoff mit mindestens 49 Cetan |
| Verdichtung         | 18:1                                     | 18:1                                     | 18:1                                     |
| Zündfolge           | 1–6–5–10–2–7–3–8–4–9                     | 1–6–5–10–2–7–3–8–4–9                     | 1–6–5–10–2–7–3–8–4–9                     |
| Motorsteuerung      | Bosch EDC 16                             | Bosch EDC 16                             | Bosch EDC 16                             |